# FC Hansa Rostock
Maillots
Actualités
Le F.C. Hansa Rostock est un club de football allemand fondé le 28 décembre 1965, et  basé à Rostock. Le club a été créé en République démocratique allemande  à la suite de sa séparation avec le SC Empor Rostock. En 2023, le club compte environ 24 000 membres.

## Repères historiques
- 1919 : fondation du Lauterer Sportverein Viktoria.
- 1945 : dissolution du Lauterer Sportverein Viktoria par les Alliés.
- 1948 : reconstitution du Lauterer Sportverein Viktoria sous l'appellation Sportgemeinschaft (SG) Lauter.
- 1950 : SG Lauter est renommée en Betriebssportgemeinschaft (BSG) Freiheit Wismut Lauter.
- 1951 : dissolution du BSG Freiheit Wismut Lauter
- 1951 : fondation du Betriebssportgemeinschaft (BSG) Empor Lauter.
- 1954 : Le BSG Empor Lauter déménage à Rostock et se renomme en Sportclub Empor Rostock.
- 1965 : la section football du Sportclub Empor Rostock prend son indépendance sous le nom de Fußballclub Hansa Rostock.

## Histoire

### Les débuts sous le nom de SC Empor Rostock

#### Lauterer SV Viktoria
En 1919, fut fondé le Lauterer SV Viktoria à Lauter dans la Saxe (aujourd'hui Lauter-Bernsbach). Ce club remporta quatre fois le titre de la Gau (région) Erzgebirge dans la Saxe (1925, 1926, 1929, 1930). Les mêmes années, il remporta la Sachsenpokal (Coupe de Saxe). En 1940, il fut vice-champion de la Bezirk Vogtland. En 1941, sous le nom de SG Lauter, il termina champion de la Gau Westerzgebirge. Repris dans un des sept groupes qui devaient composer la Gauliga Sachsen pour la saison 1944-1945, le club n'y joua qu'un seul match avant que les compétitions ne soient arrêtées par l'arrivée des troupes soviétiques dans la région. Le club fut dissous par les Alliés en 1945 (voir Directive n°23).

#### SG Lauter / BSG Empor Lauter
En 1948, l'ancien Lauterer SV Viktoria fut reconstitué sous le nom de SG Lauter. deux ans plus tard, le cercle fut renommé BSG Freiheit Wismut Lauter. Après la décision (politique) de parrainer le club par la société de commerce local, le BSG Freiheit Wismut fut dissous et fut reconstitué le 21 mai 1951 sous la dénomination de BSG Empor Lauter.
En novembre 1954, les autorités politiques décidèrent de transférer le club vers Rostock, soit de la Saxe vers le Mecklembourg-poméranie occidentale, une traversée entière du pays du Sud au Nord !
Peu après à ce déménagement, une équipe fut reconstituée à Lauter sous l'appellation BSG Motor Lauter. De nos jours, ce club a repris le nom historique de Lauterer SV Viktoria. Il évolue en "Kreisliga".

#### SC Empor Rostock
Le 1er novembre 1954, l'entité fut donc instituée comme club omnisports sous la dénomination de Sportclub Empor Rostock à la suite du déménagement du BSG Empor Lauter.
En 1965, la section football du SC Empor devint un club indépendant sous la dénomination de FC Hansa Roctock.

### FC Hansa Rostock
Depuis une dizaine d'années, le club rencontre des problèmes de stabilité au niveau de ses résultats. Cela se traduit notamment par une difficulté à décoller des fonds de classement lorsqu'il évolue en première division, ainsi que par plusieurs relégations en seconde division. Lors de la saison 2004-2005, il termine avant-dernier et bascule en seconde division avant de terminer deuxième de ce championnat et de réintégrer l'élite pour 2007-2008. Toutefois, là encore le Hansa Rostock est à la traîne, terminant une nouvelle fois avant-dernier et retrouvant la deuxième division pour la saison 2008-2009. Au terme de la saison 2009-2010, le club est relégué en troisième division à la suite de sa défaite en barrage face à Ingolstadt et retourne en 2eme division pour la saison 2021-2022

## Stade
En 1928, le Volksstadion Rostock ouvre ses portes, et servait de temps à autre au club jusqu'aux années 1980.
Le Hansa Rostock FC joue actuellement à la DKB Arena, le stade original étant construit en 1956 et par la suite très fortement modifié en 2001. Sa capacité maximale est de 29 000 places dont 1 000 en catégorie business et il dispose de 26 loges de luxe pour accueillir les partenaires du club et les sponsors ainsi que les invités de marque. Propriété et géré par l'entreprise Ostseestadion GmbH & Co. KG, son nom officiel de DKB Arena est issu d'un accord de sponsoring avec la Deutsche Kredit Bank. Son nom courant et populaire est « Stade de la Mer Baltique ».
L'équipe réserve et l'équipe féminine jouent leurs matchs au Volksstadion Rostock.

## Grandes dates
- 1919 : Fondation initiale du club
- 1954 : Transfert du club de Lauter à Rostock
- 1965 : 1re participation au championnat de 1re division d'Allemagne de l'Est (saison 1965/66)
- 1968 : 1re participation à une coupe d'Europe (C3, saison 1968/69)
- 1991 : 1re participation à la Bundesliga 1 (saison 1991/92)

## Palmarès
- Championnat de la Bundesliga 2
  - Champion : 1995
  - Vice-champion : 2007

- Championnat de RDA
  - Champion : 1991

- Coupe de RDA
  - Vainqueur : 1991
  - Finaliste : 1955, 1957, 1960, 1967, 1987

## Joueurs et personnalités du club

### Staff
| Nationalité | Nom                 | Fonction               |
| ----------- | ------------------- | ---------------------- |
|             | Mersad Selimbegović | Entraineur             |
|             | Uwe Ehlers          | Entraineur Adj.        |
|             | Nicolas Masetzky    | Entraineur Adj.        |
|             | Dirk Orlishausen    | Entraineur de gardiens |
|             | David Lechner       | Entraîneur Athlétique  |

### Entraîneurs
- Gläser (1965-1969)
- Wiesner (1969)
- Sass (1969-1973)
- Werner (1973-1975)
- Hergesell (1975-1979)
- Heinsch (1979)
- Schneider (1980)
- Nippert (1980-1982)
- Heinsch (1982-1985)
- Kreul (1985-1986)
- Voigt (1986-1990)
- Reinders (1990-1992)
- Rutemöller (1992)
- Hrubesch (1993)
- Heinsch (1993-1994)
- Pagelsdorf (1994-1997)
- Lienen (1997-1999)
- Zachhuber (1999-2000)
- Schlünz (2000)
- Funkel (2000-2001)
- Schlünz (2001-2002)
- Veh (2002-2003)
- Schlünz (2003-2004)
- Berger (2004-2005)
- Pagelsdorf (2005-2008)
- Eilts (2008-2009)
- Zachhuber (2009-2010)
- Finck (2010-2010)
- Kostmann (2010-2010)
- Vollmann (2010-2011)
- Wolf (2011-2012)
- Fascher (2012-2013)
- Bergmann (2013-2014)
- Lottner (2014-2014)
- Vollmann (2014-2014)
- Baumann (2014-2015)
- Brand (2015-2017)
- Ehlers (2017-2017)
- Dotchev (2017-2018)
- Härtel (2019-novembre 2022)
- Glöckner (novembre 2022-mars 2023)
- Alois Schwartz (mars 2023-décembre 2023)
- Mersad Selimbegović (décembre 2023-)

### Anciens joueurs ayant marqué le club
- Oliver Neuville
- Carsten Jancker
- Stefan Beinlich
- Thomas Doll
- Olaf Bodden
- Gerd Kische
- Toni Kroos
- Martin Max
- Marko Rehmer
- Joachim Streich
- Sergej Barbarez
- Igor Pamic
- Thomas Rasmussen
- Jari Litmanen
- Aníbal Patallén
- Victor Agali
- Jonathan Akpoborie
- Marcus Allbäck
- Magnus Arvidsson
- Andreas Jakobsson
- Joakim Persson
- Oumar Kondé